# Ark (architektura)

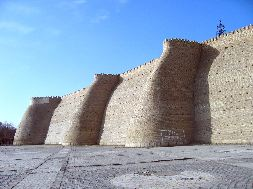
Ark w Bucharze

Ark – warownia władcy, znajdująca się w centrum feudalnego miasta muzułmańskiego lub rynek takiego miasta.